# Pour mémoire (La Forge)
Pour plus de détails, voir Fiche technique et Distribution.
Pour mémoire (La Forge) est un film documentaire français réalisé en 1979 par Jean-Daniel Pollet et sorti en 1981.

## Fiche technique
- Titre : Pour mémoire (La Forge)
- Réalisation : Jean-Daniel Pollet
- Scénario : Maurice Born
- Photographie : François Bel
- Montage : Maurice Born et Jean-Daniel Pollet
- Musique : Dana Chivers
- Son : Jean-Paul Loublier
- Production : Ilios Films
- Pays de production :  France
- Genre : Documentaire
- Durée : 61 minutes
- Date de sortie : France - 11 mars 1981 (reprise le 15 juin 2005)

## Sélection
- Festival de Cannes 1979[1]